# DOCSIS
A Data Over Cable Service Interface Specification (DOCSIS) egy nemzetközi telekommunikációs szabvány, mely a már létező  kábel TV hálózatokon történő, nagy sebességű adatátvitelt teszi lehetővé. Sok kábel TV szolgáltató alkalmazza azért, hogy internetszolgáltatást nyújthasson a már meglévő HFC hálózatán keresztül.

## Jellemzői
A DOCSIS az OSI modell 1. és 2., tehát fizikai és adatkapcsolati rétegében rejlő lehetőségek széles választékát nyújtja.

### Fizikai réteg
- Csatornaszélesség: A DOCSIS minden verziója 6 MHz (Észak-Amerikában) vagy 8 MHz-s (EuroDOCSIS) csatornákat használ a felhasználók irányába történő (a továbbiakban: downstream) adattovábbításhoz. A szolgáltató irányába történő (a továbbiakban: upstream) átvitelhez a DOCSIS 1.0/1.1 200 kHz-es és 3,2 MHz-es csatornákat határoz meg. A DOCSIS 2.0 6,4 MHz-et is szabványosít, de képes használni a korábbi, kisebb keskenyebb csatornákat is a visszafelé történő kompatibilitás érdekében.
- Moduláció: A DOCSIS minden verziója 64-es vagy 256-os QAM modulációt ír elő a donwstream adatok számára, felhasználva az ITU-T J.83-AnnexB nevű szabávnyát a 6 MHz széles csatornákon történő működéséhez, és a DVB-C modulációs szabványt a 8 MHz-es csatornákon történő működéshez. Az upstream adatok számára a QPSK-t vagy 16-os szintű QAM-et határoznak meg a DOCSIS 1.x-es változataiban, illetve QPSK-t, 8-QAM-et, 16-QAM-et, 32-QAM-et vagy 64 QAM-et a DOCSIS 2.0 és 3.0 szabványban.

## Verziók
| DOCSIS verzió   | Kiadás dátuma | Maximum letöltési átviteli sebesség | Maximum feltöltési átviteli sebesség | Tulajdonságok                                                |
| --------------- | ------------- | ----------------------------------- | ------------------------------------ | ------------------------------------------------------------ |
| 1.0             | 1997          | 40 Mbit/s                           | 10 Mbit/s                            | Első kiadás                                                  |
| 1.1             | 2001          | 40 Mbit/s                           | 10 Mbit/s                            | VOIP képességek, szabványosított DOCSIS 1.0 QoS              |
| 2.0             | 2002          | 40 Mbit/s                           | 30 Mbit/s                            | Növelt feltöltési sávszélesség                               |
| 3.0             | 2006          | 1.2 Gbit/s                          | 200 Mbit/s                           | Jelentősen növelt le/feltöltési sávszélesség, IPv6 támogatás |
| 3.1             | 2013          | 10 Gbit/s                           | 1–2 Gbit/s                           | Jelentősen növelt le/feltöltési sávszélesség                 |
| 3.1 Full Duplex | 2017          | 10 Gbit/s                           | 10 Gbit/s                            | Teljesen szimmetrikus sebességek bevezetése                  |

## Sebességtáblázat
Maximálisan elérhető nyers adatátviteli sebesség beleértve az overhead-et (maximálisan felhasználható adatátviteli sebesség az overhead nélkül)
| Verzió | Downstream                                  | Downstream                                                        | Downstream                     | Downstream                  | Downstream                                | Downstream                   | Upstream                                    | Upstream                                                          | Upstream                       | Upstream                    | Upstream                                  |
| Verzió | Csatornakonfiguráció                        | Csatornakonfiguráció                                              | Csatornakonfiguráció           | Csatornakonfiguráció        | DOCSIS átviteli sebesség                  | EuroDOCSIS átviteli sebesség | Csatornakonfiguráció                        | Csatornakonfiguráció                                              | Csatornakonfiguráció           | Csatornakonfiguráció        | Upstream átviteli sebesség                |
| Verzió | A csatornák minimálisan kiválasztható száma | A csatornák száma, melyet a hardvernek kötelezően támogatnia kell | A kiválasztott csatornák száma | A csatornák maximális száma | DOCSIS átviteli sebesség                  | EuroDOCSIS átviteli sebesség | A csatornák minimálisan kiválasztható száma | A csatornák száma, melyet a hardvernek kötelezően támogatnia kell | A kiválasztott csatornák száma | A csatornák maximális száma | Upstream átviteli sebesség                |
| ------ | ------------------------------------------- | ----------------------------------------------------------------- | ------------------------------ | --------------------------- | ----------------------------------------- | ---------------------------- | ------------------------------------------- | ----------------------------------------------------------------- | ------------------------------ | --------------------------- | ----------------------------------------- |
| 1.x    | 1                                           | 1                                                                 | 1                              | 1                           | 42.88 (38) Mbit/s                         | 55.62 (50) Mbit/s            | 1                                           | 1                                                                 | 1                              | 1                           | 10.24 (9) Mbit/s                          |
| 2.0    | 1                                           | 1                                                                 | 1                              | 1                           | 42.88 (38) Mbit/s                         | 55.62 (50) Mbit/s            | 1                                           | 1                                                                 | 1                              | 1                           | 30.72 (27) Mbit/s                         |
| 3.0    | 1                                           | 4                                                                 | m                              | nincs maximum meghatározva  | m × 42.88 (m × 38) Mbit/s                 | m × 55.62 (m × 50) Mbit/s    | 1                                           | 4                                                                 | n                              | nincs maximum meghatározva  | n × 30.72 (n × 27) Mbit/s                 |
| 3.1    | 1 (m1 = 3) VAGY 1 (m2 = 1)                  | 2 (m1 = 64) ÉS 24 (m2 = 24)                                       | m1 m2                          | nincs maximum meghatározva  | m1 × 64.32 (m1 × 54) m2 × 42.88 (m2 × 38) | N/A                          | 1 (n1 = 1) ÉS/VAGY 1 (n2 = 1)               | 2 (n1 = 32) ÉS 8 (n2 = 8)                                         | n1 n2                          | nincs maximum meghatározva  | n1 × 64.32 (n1 × 54) n2 × 30.72 (n2 × 27) |

Az alábbi táblázatban szokványos DOCSIS 3.0 sebességek vannak felsorolva.
| Csatornakonfiguráció       | Csatornakonfiguráció     | Downstream átvitel    | Downstream átvitel     | Upstream átvitel    |
| Downstream csatornák száma | Upstream csatornák száma | DOCSIS                | EuroDOCSIS             | Upstream átvitel    |
| -------------------------- | ------------------------ | --------------------- | ---------------------- | ------------------- |
| 4                          | 4                        | 171.52 (152) Mbit/s   | 222.48 (200) Mbit/s    | 122.88 (108) Mbit/s |
| 8                          | 4                        | 343.04 (304) Mbit/s   | 444.96 (400) Mbit/s    | 122.88 (108) Mbit/s |
| 16                         | 4                        | 686.08 (608) Mbit/s   | 889.92 (800) Mbit/s    | 122.88 (108) Mbit/s |
| 24                         | 8                        | 1029.12 (912) Mbit/s  | 1334.784 (1200) Mbit/s | 245.76 (216) Mbit/s |
| 32                         | 8                        | 1372.16 (1216) Mbit/s | 1779.712 (1600) Mbit/s | 245.76 (216) Mbit/s |

Az egy kábelhálózat által támogatott csatornák száma függ az adott hálózat kiépítésétől. Például, az egyes irányokban rendelkezésre álló sávszélesség, az upstream irányban kiválasztott csatornák szélessége, és a kiépített hardver lehetőségei mind behatárolják mindkét irányban a csatornák maximális számát.
Az maximális upstream átviteli sebesség a DOCSIS verziójától és DOCSIS 3.0 esetében a kiválasztott csatornák számától függ, viszont független attól, hogy DOCSIS vagy EuroDOCSIS van-e használatban.

## Fordítás
- Ez a szócikk részben vagy egészben  a   DOCSIS című angol Wikipédia-szócikk ezen változatának fordításán alapul.  Az eredeti cikk szerkesztőit annak laptörténete sorolja fel. Ez a jelzés csupán a megfogalmazás eredetét és a szerzői jogokat jelzi, nem szolgál a cikkben szereplő információk forrásmegjelöléseként.